# Marjory Stephenson
Pour les articles homonymes, voir Stephenson.
Marjory Stephenson (24 janvier 1885 à High Town, Burwell (Cambridgeshire) - 12 décembre 1948 à Cambridge) est une biochimiste britannique renommée pour ses travaux en microbiologie. Elle est l'une des deux premières femmes à être admises à la Royal Society, en 1945.

## Biographie
Marjory Stephenson naît dans une famille aisée d'exploitants agricoles, fille de Robert et Sarah Stephenson. Sa mère soutient son projet d'études universitaires et elle suit les cours en chimie, physiologie et zoologie du Newnham College (1903-1906), puis à l'institut de formation des enseignants de Gloucester, où elle est ensuite chargée de cours. Elle enseigne ensuite au Household and Social Science Department of King's College for Women, à Londres. 
En 1911, elle devient chercheuse et chargée de cours à l'University College de Londres. La Première Guerre mondiale interrompt son parcours, et elle s'engage auprès de la Croix-rouge, en mission en France et à Salonique. En 1918, elle est honorée comme membre de l'Ordre de l'Empire britannique et devient pacifiste convaincue pour le reste de sa vie : durant les années d'avant-Seconde Guerre mondiale, elle milite au sein du Cambridge Scientists Anti-War Group (en). Elle est nommée chercheuse associée au Newnham College, en 1919, puis membre permanent de l'équipe en 1929. Elle ne reçoit pas de salaire, mais bénéficie de bourses. Ce n'est qu'en 1943, alors que l'université de Cambridge lui a conféré un doctorat de sciences en 1936 et qu'elle enseigne dans ce cadre depuis 18 ans, qu'elle devient salariée. Elle est nommée maître de conférences en 1947. Elle meurt à Cambridge des suites d'un cancer, en 1948.

### Activités de recherche et institutionnelles
Elle publie une monographie en 1930, Bacterial Metabolism, rééditée plusieurs fois et forme plusieurs biologistes, notamment Donald Devereux Woods, Sidney Elsden qui prend sa suite à Cambridge, Pat Clarke, ou encore John Yudkin. Durant la Seconde Guerre, elle mène des recherches sur les toxines, elle participe à la fondation de la Microbiology Society (en), en 1945, dont elle devient la deuxième présidente.

### Admission à la Royal Society
En 1902, Hertha Ayrton est la première femme candidate pour devenir membre de la Royal Society. Aucune barrière légale ne s'oppose plus à l'accès des femmes aux sociétés savantes ou à l'université depuis la loi Sex Disqualification (Removal) Act 1919, mais les avocats de la Society étaient parvenus à justifier qu'une femme ne puisse pas y être admise. Ce n'est pourtant qu'en 1943 que, interpellée par un article critique de Jack Haldane dans le Daily Worker, la Royal Society accepte d'admettre des femmes et organise un vote pour modifier ses statuts. La candidature de Marjory Stephenson est présentée par Charles Harington, elle est élue en 1945, en même temps que Kathleen Lonsdale,.

## Distinctions
- 1918 : membre de l'Ordre de l'Empire britannique (MBE), pour sa participation à l'effort de guerre
- 1936 : docteur honoris causa (DSc) de l'université de Cambridge
- 1945 : membre de la Royal Society

## Le prix Marjory Stephenson
Le prix Marjory Stephenson (en) décerné tous les deux ans par la Microbiology Society dont Marjory Stephenson a été la deuxième présidente, récompense une importante contribution dans le champ de la microbiologie.